# Historia del nacionalismo vasco
El nacionalismo vasco es una ideología política que, a lo largo de sus más de cien años de historia, se ha dividido en diferentes corrientes ideológicas, algunas de carácter simplemente cultural, otras con planteamientos políticos moderados o vasquistas que defienden desde el regionalismo al autonomismo, otras que abogan por el independentismo.
El nacionalismo vasco surgió en el Bilbao de finales del siglo XIX en un contexto de cambios socioeconómicos desencadenados por la industrialización y de efervescencia vasquista desatada a raíz de la abolición de los fueros de las provincias vascongadas en 1876. Sabino Arana, fundador del Partido Nacionalista Vasco (PNV) en 1895, defendió la independencia del país como solución a sus problemas e hizo de la raza vasca, la religión católica y el euskera la esencia de la nación vasca, a la que bautizó con el nombre de Euzkadi. 
En 1917 el PNV se convirtió en el principal partido político de Vizcaya y fue extendiéndose por Guipúzcoa, y en menor medida por Álava y Navarra, en los años finales de la Restauración.

## Origen
El nacionalismo vasco tiene sus antecedentes en los finales del siglo XVIII, en la filosofía de Herder y su concepto de Volksgeist, («la voluntad del pueblo»), idea que posteriormente fue seguida y desarrollada por autores como Fichte y Schelling.[cita requerida]
Algunos autores se remontan a la época del origen y esplendor del antiguo Reino de Navarra en el que ven los orígenes de este movimiento ideológico.
El alavés Landázuri habla en 1780 de país bascongado. En 1801, el investigador alemán Humboldt recorre la región y la reconoce expresamente como nación vasca.
Diez años más tarde, en 1811 el senador laburdino Garat, que creía a los vascos descendientes de los fenicios, propone al Emperador Napoleón la formación de un "Estado Nacional Vasco" que se llamaría Nueva Fenicia con los territorios de ambos lados de los Pirineos, que se agruparían en dos departamentos, Nueva Tiro y Nueva Sidón, y cuya bandera y escudo serían los de Navarra, que considera eran los de las naves de Tiro. Precisamente será la Diputación de Navarra la institución que, en 1864, invita a las otras tres a participar en un proyecto mancomunado al que denomina "Laurac bat" (cuatro provincias unidas en una sola), en recuerdo de la unidad de los cuatro territorios de la Vasconia peninsular.

### Las Guerras Carlistas (1833-1866)

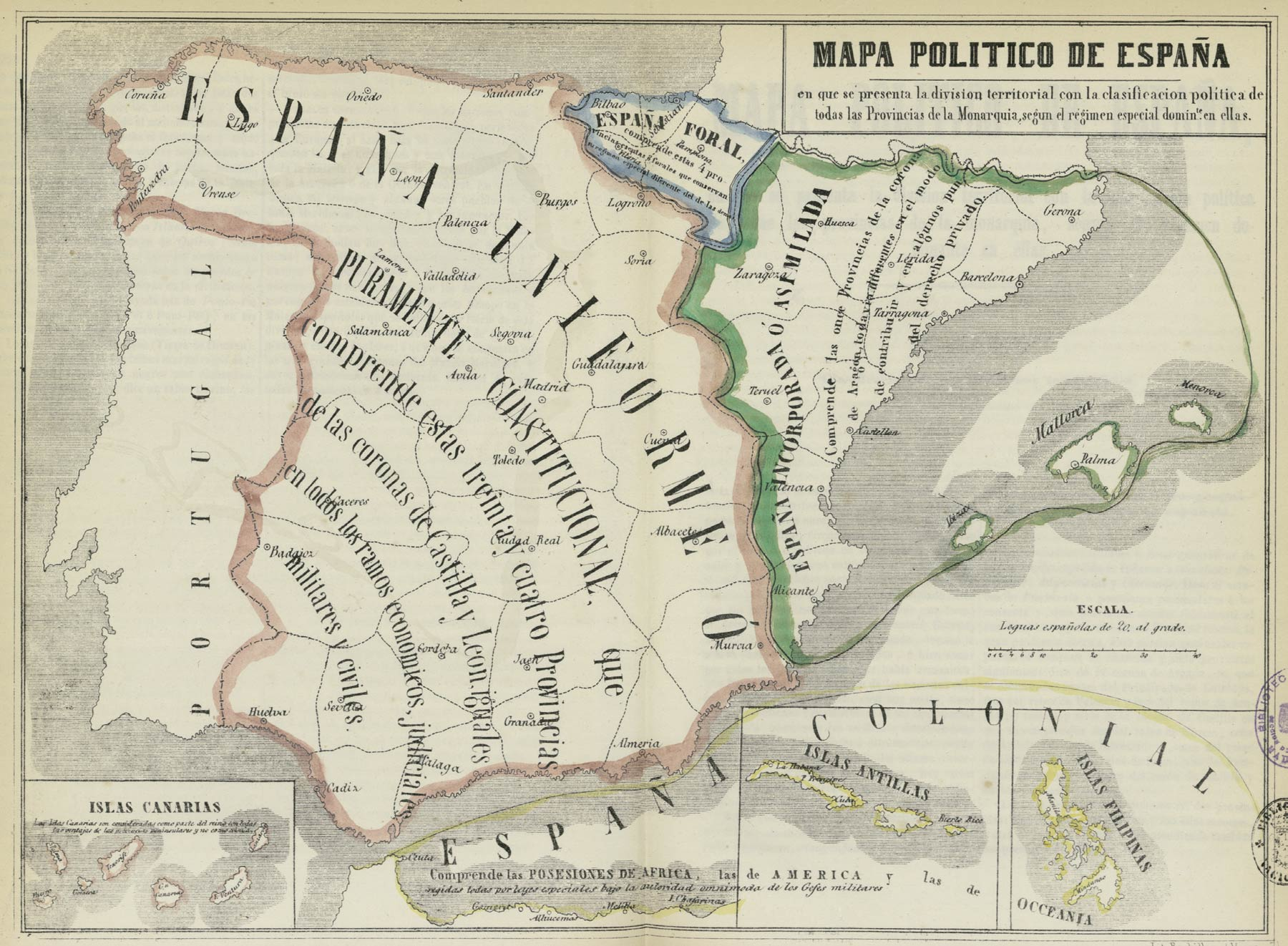
La España política en 1854, después de la Primera Guerra Carlista.

Durante la primera guerra carlista, en las Provincias Vascongadas y Navarra fue precisamente el deseo de conservar los fueros lo que propició el fin de la guerra. El escribano José Antonio Muñagorri popularizó para ello, con la cooperación del gobierno, el lema de «PAZ Y FUEROS», que facilitaría la conclusión del conflicto mediante el Convenio de Vergara firmado por el general Maroto (considerado como el gran traidor de la causa carlista).
Hasta 1837 los puestos de aduanas habían estado situados en el río Ebro en lugar de en la frontera francesa o en los puertos de mar, por lo que los artículos de importación se podían adquirir a precios bajos en el País Vasco y le permitía tener un comercio directo por mar con las colonias.[cita requerida]
Tras la primera guerra carlista, los fueros de las tres provincias vascas quedan pendientes de reforma, sin llegar a derogarse; mientras que el fuero Navarro será reformado entre las élites políticas del antiguo virreino y el gobierno del general Espartero. Surge entonces el movimiento de los "fueristas", generalmente de corte liberal, que apuestan por el mantenimiento sine die del estatus foral de las provincias de Álava, Vizcaya y Guipúzcoa.
No será hasta el final de la tercera guerra carlista, cuando las Cortes de la Restauración a propuesta del gobierno de Cánovas del Castillo aprueben la Ley de 21 de julio de 1876 que puso fin al régimen foral vasco.
Sin embargo, los fueros no fueron la causa de que en las Provincias Vascongadas y Navarra triunfase el alzamiento carlista por segunda vez en 1872, sino los desórdenes y el anticlericalismo del Sexenio Democrático. Según Angulo y Hormaza, el deseo de conservar los fueros habría sido incluso un impedimento para ir a la guerra, hasta el punto que, al producirse el levantamiento, en una reunión de Zumárraga los representantes forales vascongados llegaron a exclamar: «¡Salvemos la Religión aunque perezcan los Fueros!».
En 1881 Pedro de Soraluce-Zubizarreta es el autor de una bandera de Euskal-Erria (sic), roja por Navarra y blanca por las tres Provincias Bascongadas que desfila en París en ese año en un homenaje a Víctor Hugo. La enseña venía acompañada de una estrella dorada en cada ángulo, un escudo con los de las cuatro provincias coronado por la corona real, en cada cuartel una cabeza de rey moro para recordar el lauburu y la divisa Laurac-bat sobre una cinta con los colores de España, en recuerdo de la hermandad vasco-navarra.
Dentro de esta época destacan:

#### Augustin Chaho
Joseph-Augustin Chaho, escritor suletino nacido en Tardets-Sorholus en 1810 y fallecido en Bayona en 1858. Es considerado como predecesor del nacionalismo moderno, ya que en Viaje por Navarra durante la insurrección de los vascos en 1836, es decir, durante la Primera Guerra Carlista, realiza una formulación explícita del nacionalismo vasco. Sin embargo, el libro no fue redescubierto y traducido al español hasta 1933, por parte de un miembro del ala laicista del nacionalismo vasco (ANV), que buscaban en la historia algún referente nacionalista exento del integrismo católico de Sabino Arana. El pensamiento de Chaho lo resume así la historiadora Eukeni Goyhentxe:

La independencia vasca se justifica por: la geografía; una frontera artificial divide la unidad natural del pueblo vasco; la lengua, que tendrá que enseñarse, la historia, en la cual los vascos han desempeñado un papel glorioso hasta la llegada de los Bárbaros; el derecho, los fueros, que garantizan la verdadera libertad y la verdadera igualdad, contra el falso liberalismo que lleva al despotismo, y contra el capitalismo [...]. Contra la conspiración franco-española predica la violencia hasta la insurrección armada, a no ser que una federación vasca restaure los fueros y agrupe a los vascos entre Francia y España.

Fue periodista fundador y director del periódico Ariel, escritor romántico, investigador del euskera e hinduista. También inventó la leyenda de Aitor. Su ideario además de expresarlo en los artículos de su periódico, aparece en la obra Palabras de un vasco a los liberales de la reina Cristina. «Es un socialista revolucionario, es pro-carlista porque se da cuenta de que los carlistas defienden los fueros y por tanto la independencia vasca» según resume Goyhenetxe. En una frase de Chaho: «La restauración de la nacionalidad vascona está todavía bien lejos, sin duda, pero su día llegará».
Según Jon Juaristi, firme defensor de posturas contrarias al nacionalismo, que ha escrito sobre las que denomina fantasías mitológicas en las que se asienta el nacionalismo vasco original, Chaho fue un "mixtificador" pero con buenas dotes de escritor y "de notable imaginación para recrear los mitos", tan en boga durante el romanticismo. Sin embargo, en opinión de Juaristi, la historia y la cosmovisión que Chaho atribuía a los vascos son una mera adaptación de los mitos arios, que los románticos alemanes acababan de reelaborar a partir de las traducciones de textos brahmánicos y avésticos. Estos textos alemanes llegaron a Francia a través de Charles Nodier, de quien Chaho fue entusiasta seguidor antes de convertirse en solitario promotor del protonacionalismo vasco. A Chaho no se le conoció ningún seguidor durante su vida, salvo su editor, el impresor de Bayona Lesseps, y solo un siglo después sus textos políticos comenzaron a ser leídos con entusiasmo al sur del Pirineo por parte del sector anticlerical del nacionalismo vasco.

#### Serafín Olave
Uno de los primeros en reclamar la unión política de parte de Euskal Herria, formada por las Provincias vascas, Rioja, Navarra y Ultrapuertos fue el liberal Serafín Olave que elaboró un proyecto de constitución que integraba el fuerismo y el federalismo, por "la patriótica tendencia a tan fraternal y conveniente unión" entre estos territorios.

### La ley del 21 de julio de 1876 y el concierto económico
A la unificación legislativa española, mediante la Ley de 21 de julio de 1876, le siguió la unificación fiscal que creó los conciertos económicos tras los que surgieron grupos opositores que fueron los precedentes inmediatos del nacionalismo vasco, como fueron en Pamplona la "Asociación Euskara de Navarra" de Arturo Campión y en Bilbao la "Sociedad Euskalerria" de Fidel de Sagarmínaga. Ambas instituciones, pese a defender la unidad vasco-navarra y la reinstauración foral bajo el pactismo, no obstante no planteaban el alejamiento de España. Su postura fuerista se radicalizó a partir de 1876, dando paso al nacionalismo vasco independentista.
El Ministro Germán Gamazo, pretendió realizar un cambio en el sistema financiero de Navarra que la asimilaba al que ya existía en otras provincias. Ello creó un ambiente preinsurreccional de gran tensión en 1893 que se conoce como Gamazada y que, junto con la Sanrocada, provocaron un auge paulatino del naciente nacionalismo vasco.

### Sabino Arana

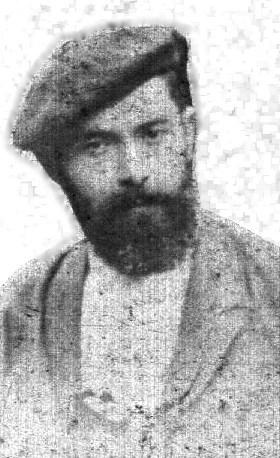
Sabino Arana.

Sabino Arana Goiri, junto a su hermano Luis Arana, es considerado el padre del nacionalismo vasco. Procede de una acaudalada familia profundamente católica y de orientación carlista, lo que le obliga a exiliarse de su ciudad durante la contienda carlista junto con su familia, al ser Bilbao un bastión liberal. A los 17 años, su hermano Luis lo convenció de "convertirse" del carlismo al nacionalismo bizkaitarra —un hecho ocurrido el Domingo de Resurrección, que desde 1932 el PNV lo conmemora como el Aberri Eguna o Día de la Patria Vasca. A Luis le habían espetado que los "vascos eran malos españoles porque no servían en el ejército". Se defendió aduciendo que no había mejores españoles que los vascos; lema compartido por el carlismo que defendía que para ser buen español había que ser buen católico y no había mejores católicos que los carlistas. Sin embargo, aquella acusación despertó cierto conflicto de identidad en Luis, que resolvió  declarándose vizcaíno, algo diferente -y superior- a lo español, que veía como liberal, anticlerical y pervertido. Esta crisis identitaria cuajaría también en Sabino.
Los hermanos Arana son los creadores de algunas modernas señas de identidad vasca: la ikurriña (hoy también bandera oficial de la comunidad autónoma del País Vasco) y el sustantivo Euzkadi, neologismo creado para nombrar los territorios de Euskal Herria. También es de su creación el término aberri (patria) y la letra del actual himno del País Vasco. Algunas de estas creaciones fueron criticadas en su tiempo por personajes como Miguel de Unamuno o Arturo Campión.
Arana falleció con solo 38 años de vida, pero en unos pocos años llevó a cabo una extraordinaria e incesante actividad nacionalista. Fue perseguido judicialmente por sus rivales políticos por delitos de opinión y encarcelado varias veces, si bien en la mayoría de procesos judiciales resultó absuelto.
Reclamaba el reconocimiento del pueblo vasco como nación soberana, sosteniendo que la pervivencia de su lengua (euskera) implicaba forzosamente que el siempre católico pueblo vasco jamás había sido sometido y nunca había renunciado a su soberanía, que manifestada en los fueros, suponían un pacto entre naciones soberanas que no estaba siendo respetado por España. Abogaba por que cada territorio histórico siguiera su propio camino nacionalista y democrático hasta la conformación de una "Euskeria" católica y federal.
Uno de los pilares del nacionalismo de Arana, además de la historia, la religión, la lengua y las tradiciones, es la existencia de una "raza vasca" de habla vasca, pura y ajena a mezclas con otras razas, especialmente la "española" a la que Arana consideraba como invasora, desleal, anticatólica y, por ello, especialmente impura; algo que adaptó del nacionalismo romántico europeo que usó como base ideológica y que estaba muy extendido en la sociedad europea del momento. Debe destacarse que en esa época el concepto de "raza" estaba muy en boga y era continuamente citado por los intelectuales europeos, incluyendo españolistas de la época como Ganivet, Costa, Menéndez Pidal o Unamuno.
Arana alegaba que, debido a la revolución industrial, en pocos años la población vasca tradicional había sido desplazada por la llegada de inmigrantes procedentes de otras provincias a los que aborrecía por implantar sus costumbres laicistas,[cita requerida] su ideología liberal aconfesional[cita requerida] y su lengua castellana, que temía traerían la destrucción del pueblo vasco tradicional. Despreciaba a estos inmigrantes, a los que llamaba "maketos", por considerarlos inferiores racial y culturalmente.
Según cita el propio Arana, los cuatro partidos católicos de la época eran de tendencia vasquista: carlistas, euskalerriakos, integristas y nacionalistas, estaban totalmente de acuerdo en la defensa de los fueros.[cita requerida]
Según manifiesta Antonio Guerrero Torres, en sus primeros años de existencia, Arana y el Partido Nacionalista Vasco (PNV) mantuvieron un rechazo visceral hacia el liberalismo, fuese este de signo conservador o progresista y, por eso, Arana también se enfrentó al recién creado Partido Socialista Obrero Español (PSOE), que representaba los intereses de los obreros foráneos que trabajaban en la minería y siderurgia vizcaína. Para evitar que los obreros vascos tuvieran que afiliarse a sindicatos "españolistas" para defender sus intereses laborales, el nacionalismo vasco organizó su propio sindicato, Eusko Langileen Alkartasuna-Solidaridad de los Trabajadores Vascos (ELA-STV), en la órbita del sindicalismo cristiano, —lo que le valió el apelativo de sindicato "amarillo" al regirse por la doctrina oficial de la Iglesia—, y se enfrentó a los sindicatos socialistas y en menor medida[cita requerida] a los anarcosindicalistas representados respectivamente por UGT y CNT. Según el historiador John Sullivan: «Tanto la UGT como el PSOE eran activamente anticlericales, por lo que sus doctrinas se consideraron peligrosas e inmorales por gran parte de la población católica vasca».
Arana, pese a oponerse a los socialistas, era también anticapitalista, no por conciencia de clase proletaria sino por considerar también el capitalismo como expresión de la destrucción de las formas de vida tradicionales de la nación vasca. Criticó a los capitalistas que «exprimen al obrero», pero en su pensamiento no dejaba de tener peso que esos capitalistas eran los liberales a los que había combatido siempre, y que tenían en sus manos todos los resortes del Estado del que tanto abominaba. Es por eso que inicialmente Arana denominó "fenicios" a los "euskalherrikos" de Ramón de la Sota, por anteponer sus ingresos económicos al espíritu vasco.
Otra idea clave en la ideología aranista es el exacerbado catolicismo, presente en sus raíces carlistas, y que contribuye, justifica y también suaviza[cita requerida] sus fines independentistas. Para Arana el problema residía en la concepción comunitaria de la fe; la "Bizkaia" por la que lucharon sus padres estaba totalmente perdida para la fe de Cristo, así pues el refugio de la fe debía ser la nación vizcaína. Para que los vizcaínos pudieran salvarse colectivamente como pueblo, debían independizarse de los españoles, un pueblo que había sucumbido al virus del liberalismo. A partir de esta visión integrista católica, los hermanos Arana levantaron una ideología que buscaba la salvación colectiva de los vizcaínos en primer término, para terminar por extenderse a todos los vascos en particular.
Otro factor de unión del pueblo vasco constituía para Arana su lengua común autóctona (euskera), y, considerando el carácter único del idioma, lo impulsó como barrera lingüística y "sanitaria" frente al españolismo.

### El nacionalismo de Sabino Arana
En 1892 Sabino Arana Goiri publicó el libro Bizkaya por su independencia, que hoy día se considera el acta de nacimiento del nacionalismo vasco. Su doctrina política se concretó en junio del año siguiente en el discurso de Larrazábal, en el que explicó que el objetivo político de su libro era despertar la conciencia nacional de los vizcaínos, pues España no era su patria sino Vizcaya y adoptó el lema Jaun-Goikua eta Lagi-Zarra (JEL, 'Dios y Ley Vieja'), síntesis de su programa nacionalista. Ese mismo año de 1893 comenzó a publicar el periódico Bizkaitarra en el que se declaró «antiliberal» y «antiespañol» —por esto último, sobre lo que sustentaba ideas muy radicales, pasó medio año en la cárcel y el periódico fue suspendido—.

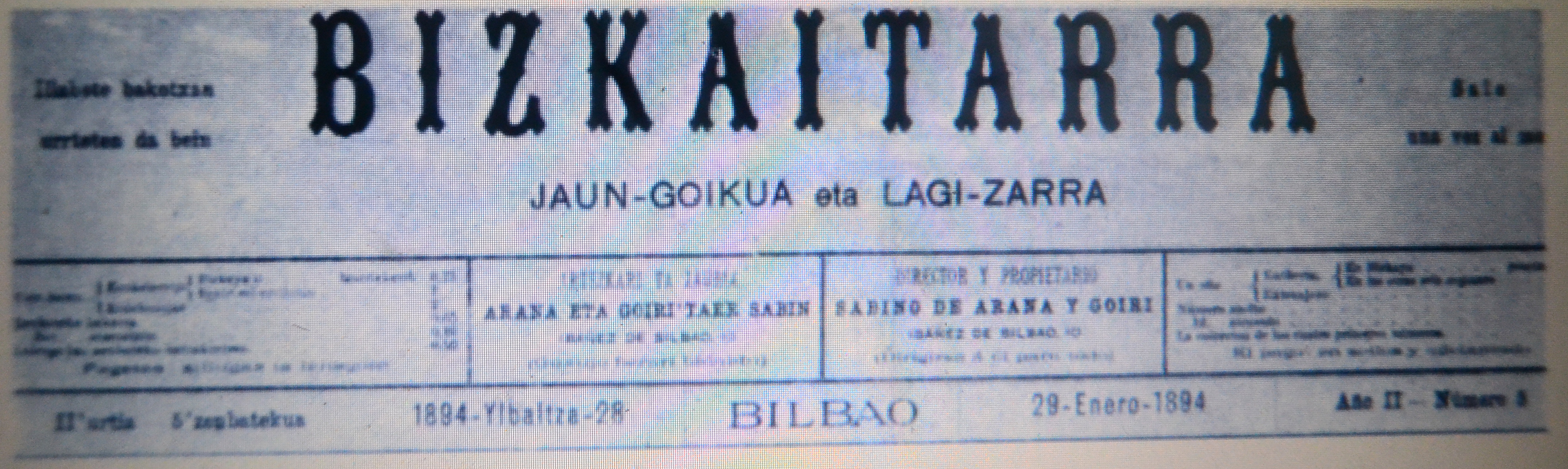
Cabecera del periódico Bizkaitarra con el lema Jaun-Goikua eta Lagi Zarra ('Dios y Ley Vieja') que será también el del PNV.

La propuesta nacionalista vasca de Sabino Arana se basaba en las siguientes ideas:
- Una concepción «orgánico-historicista» (o «esencialista») de la nación vasca —las naciones existen desde siempre con independencia de la voluntad de sus habitantes— cuyo «ser» propio son la religión católica y la raza vasca —identificada por los apellidos y no por el lugar de nacimiento, de ahí que exigiese tener los cuatro primeros apellidos vascos para ser miembro del primer batzoki, aunque el PNV más adelante los redujo a uno— y no el euskera —en lo que se diferenciaba notablemente del nacionalismo catalán, cuyo rasgo identitario más importante era la lengua—. «Si nos dieran a elegir entre una Bizcaya poblada de maketos que sólo hablasen el euskera y una Bizcaya poblada de bizcaínos que sólo hablasen el castellano, escogeríamos sin dubitar esta segunda porque es preferible la sustancia bizcaína con accidentes exóticos que pueden eliminarse y sustituirse por los naturales, a una sustancia exótica con propiedades bizcaínas que nunca podrían cambiarla», escribió Sabina Arana en su opúsculo de 1894 Errores Catalanistas.

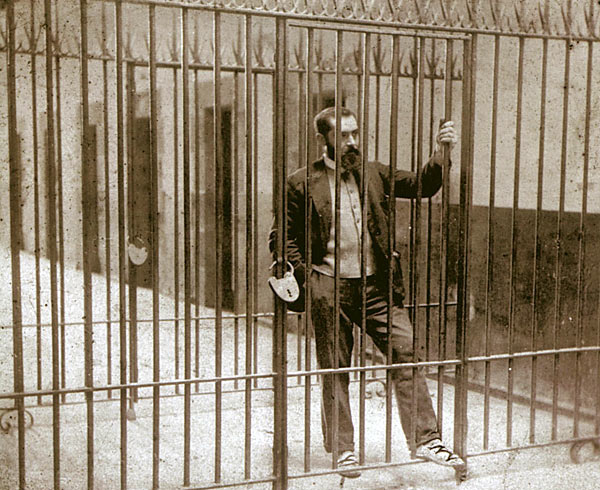
Sabino Arana en la cárcel de Larrinaga en 1895

- El integrismo católico y el providencialismo que le llevaron a rechazar el liberalismo, pues este «nos aparta de nuestro último fin, que es Dios», y en consecuencia a reclamar la independencia de la España liberal, y alcanzar así la salvación religiosa del pueblo vasco. «Bizkaya, dependiente de España, no puede dirigirse a Dios, no puede ser católica en la práctica», afirmó, y por eso proclamó que su grito de independencia «SÓLO POR DIOS HA RESONADO».
- La nación vasca entendida como antagónica de la nación española —son «razas» distintas— pues según Arana habrían sido enemigas desde la antigüedad. Vizcaya, como Guipúzcoa, Álava y Navarra, habrían luchado siempre por su independencia frente a España, cosa que consiguieron cuando los reyes «españoles» no tuvieron más remedio que concederles sus fueros. Desde entonces, según Arana, los cuatro territorios fueron independientes de España y entre sí, hasta que en 1839 los fueros fueron subordinados a la Constitución española, pues según Arana, a diferencia de los fueristas, fueros vascos y Constitución española eran incompatibles. «El año 39 cayó Bizcaya definitivamente bajo el poder de España. Nuestra patria Bizkaya, de nación independiente que era, con poder y derecho propios, pasó a ser en esa fecha una provincia española, una parte de la nación más degradada y abyecta de Europa», escribió Arana en 1894.

Ikurriña con las proporciones del diseño original de los hermanos Luis y Sabino Arana.

- El pueblo vasco —definido racialmente, no lingüística ni culturalmente— habría ido «degenerando» en un dilatado proceso que culminaba en el siglo XIX con la desaparición de los Fueros. En ese proceso los inmigrantes españoles que habían llegado —«invadido», según Arana— al País Vasco a trabajar en sus minas y en sus fábricas —los maquetos— eran los culpables de todos los males: de la desaparición de la sociedad tradicional —con la industrialización, de ahí el anticapitalismo inicial de Arana y su idealización del mundo rural: «Fuese pobre Bizcaya y no tuviera más que campos y ganados, y seríamos entonces patriotas y felices»— y de su cultura basada en la religión católica —con la llegada de ideas modernas antirreligiosas, como «la impiedad, todo género de inmoralidad, la blasfemia, el crimen, el libre pensamiento, la incredulidad, el socialismo, el anarquismo...»— y del retroceso de la lengua vasca.
- La única forma de acabar con la «degeneración» de la raza vasca era que «recuperase» su independencia de España, volviendo a la situación anterior a 1839. Lo fundamental, según Arana, era reclamar la derogación de la ley de 1839, no la de 1876. Una vez conseguida la independencia se constituiría una Confederación de Estados vascos con los antiguos territorios forales de ambas vertientes de los Pirineos —Vizcaya, Guipúzcoa, Alava y Navarra, de la parte sur; Benabarra, Lapurdi y Zuberoa, de la parte norte—. Esta Confederación, que denominó Euskadi, se basaría en la «unidad de raza, en lo posible» y en la «unidad católica», por lo que en ella sólo tendrían cabida los vascos de raza y los católicos confesionales, quedando excluidos no sólo los inmigrantes maquetos sino también los vascos de ideología liberal, republicana o socialista.

### Partido Nacionalista Vasco
En 1894, Sabino Arana fundó el Euskeldun Batzokija, el primer batzoki, un centro nacionalista y católico integrista muy cerrado, pues sólo contó con un centenar de socios por las rígidas condiciones de ingreso, y que fue clausurado por el gobierno. Este fue el embrión del Partido Nacionalista Vasco (Eusko Alderdi JELtzalea, EAJ-PNV), fundado en la clandestinidad el 31 de julio de 1895 —festividad de san Ignacio de Loyola, a quien admiraba Arana. Se eligió a Sabino Arana como presidente; cargo que ostentó hasta su dimisión por motivos de salud en 1903. Dos años después Arana adoptaba el neologismo Euskadi —país de los euzkos o vascos de raza—, pues no le gustaba el nombre tradicional de Euskalerria —pueblo que habla euskera—.
El EAJ-PNV, fundado en el contexto de la corriente del romanticismo, organizativamente resultó novedoso para su época en comparación con los partidos tradicionales, que resultaban muy poco participativos y tenían una férrea estructura de "partidos de cuadros", con la excepción del PSOE.
Los Arana configuraron los batzokis como centros vasquistas que constituirían algo más que sedes de un partido. Estos se dotaron de un funcionamiento interno democrático y participativo, si bien el acceso estaba limitado a los que acreditasen orígenes genuinamente vascos. Eran los propios miembros de estos centros los que designaban a los representantes y cargos del partido. En la actualidad existen casi doscientos batzokis.
El PNV contaba con más apoyo en el medio rural que en las grandes ciudades; según ciertos autores, los miembros eran en su mayoría de clase media, en su mayor parte autónomos del entorno rural.

## Inicios y expansión del nacionalismo vasco (1895–1921)
Los cuatro partidos católicos vascos de la época, léase el nacionalista (PNV), el carlista, el integrista y el de los "euskalerriacos" compartían su defensa de los fueros. Pero Arana, que odiaba a los "maketos", acusaba especialmente a carlistas e integristas de ser españolistas, y reprochaba a los "euskalerriacos" su falta de catolicismo verdadero y de ser simples regionalistas. Los nacionalistas bizkaitarras de Sabino Arana mantendrían una relación de fuerte enfrentamiento (en ocasiones violento) con los carlistas, acusando estos al nacionalismo vasco de "separatista" y "antipatriota".
Los "euskalerriacos", de ideología burguesa liberal-fuerista, fueron liderados inicialmente por Fidel de Sagarminaga y, a su muerte en 1894, por Ramón De la Sota, un industrial naviero con una de las mayores fortunas de la época, fundador de Astilleros Euskalduna y que llegó a ser nombrado en 1921 "Sir" por el Gobierno Británico.
La pugna primero y la unión después entre los aranistas y los "euskalerriakos" marcó un hito en la vida del PNV, porque la evolución al nacionalismo de los segundos y su mayor acercamiento al PNV posibilitaría que, según algunos autores, se produjera a partir de 1898 una moderación de los postulados nacionalistas, un incremento económico del PNV y el acceso a cargos públicos y a la burguesía vasca. Los euskalerriakos apoyaron la candidatura nacionalista en 1898 por la que Sabino Arana fue elegido Diputado Provincial en Vizcaya por el distrito de Bilbao, siendo Ramón De la Sota elegido por el PNV diputado a Cortes por Valmaseda en 1918, fecha de la mayor victoria electoral de PNV en esa época inicial. 
En las elecciones municipales de 1899, el PNV obtuvo 5 concejales en Bilbao y su primer alcalde en la localidad de Mundaca. En 1904 el PNV tenía ya organización en 20 localidades vizcaínas y 5 guipuzcoanas. En 1908 obtuvo el primer diputado por Guipúzcoa; no obstante, fue en las elecciones a las diputaciones de 1917, donde el partido consiguió mayoría en la Diputación de Vizcaya y alcanzó mayor implantación en Álava, Guipúzcoa y Navarra.
En Navarra, la incipiente ideología nacionalista vasca se cultivó entre los medios fueristas impulsados por los hechos que ocurrieron a fines del siglo XIX en la Gamazada. La interpretación del nacionalismo vasco estuvo más influida por las ideas de Arturo Campión que por las de Arana, y los nacionalistas navarros formarán en los sectores más moderados, autonomistas más que independentistas.En 1903 se erigió en Pamplona el Monumento a los Fueros, que incluye expresamente en sus inscripciones el sentimiento de pertenencia a España de los navarros.
Según refiere Eustaquio de Echave-Susaeta en su obra El Partido Carlista y los Fueros, la regente María Cristina consultó al general Martínez Campos sobre la posibilidad de intervenir, y ésta fue la respuesta del general:

Señora: Si se tratase de otra provincia, podíamos pensar en imponer la ley general, empleando la fuerza si fuere preciso; si se tratase de Navarra aisladamente, aún podíamos ir por ese camino, pero debemos comprender que Navarra tiene a su lado a las tres Vascongadas, y que si se apela a la fuerza contra aquella, harán causa común todos los vascos, y con ellos todos los carlistas de España, que provocarían un levantamiento en aquellas provincias para darle carácter general, y en tal caso se encadenará nuevamente la guerra civil.

El nacionalista Engracio de Arantzadi «Kizkitza», llegaría a reconocer en sus memorias que tras la muerte de Sabino Arana en 1903, creían que el nacionalismo vasco estaba condenado a desaparecer por carecer de medios suficientes y porque era odiado por buena parte de la sociedad vasca. Sin embargo, el hecho de que el liberal alfonsino Rafael Picavea les ofreciera la tribuna de su periódico El Pueblo Vasco —además de una cuantiosa ayuda económica—, supuso la salvación del PNV, pues, en palabras de Arantzadi, necesitaban «del aire de la prensa diaria para vivir». Según «Kizkitza», el propio Picavea le reconocería en una ocasión «Si me arañaran, se vería que soy nacionalista por dentro, pero no me conviene declararlo».
Durante estos años se intensificaría el enfrentamiento (en ocasiones, violento) entre nacionalistas y carlistas, llegando estos últimos a definir el nacionalismo vasco como una «lepra».

## Dictadura de Primo de Rivera y Segunda República (1921–1937)
En 1921 el PNV afrontó su primera gran división, escindiéndose Acción Nacionalista Vasca (EAE-ANV), al que se considera el primer partido nacionalista vasco de izquierdas. Dicha escisión no tuvo grandes consecuencias inmediatas porque durante la Dictadura de Primo de Rivera (1923-1930) se suspendió toda actividad política en España. Además el gobierno de Primo de Rivera elaboró leyes "antiseparatistas" por las que los delitos cometidos contra la "unidad de España" serían juzgados por Tribunales Militares, prohíbió la simbología nacionalista como la ikurriña e incluyó a las provincias vascongadas en una nueva división administrativa junto con las provincias no vasquistas de Burgos y Logroño.
Con la proclamación de la Segunda República española en 1931 se celebraron elecciones generales democráticas. El PNV se presentó en una lista electoral conjunta con los carlistas y otras fuerzas católicas. Tras las elecciones, intentando aprovechar el vacío legal existente, elaboraron un proyecto de Estatuto Vasco-Navarro que no fue aprobado y que expresaba:

Se declara que el País Vasco constituye una entidad natural y jurídica con personalidad política propia, y se le reconoce como tal el derecho a constituirse y regirse por sí mismo como Estado Autónomo dentro de la totalidad del Estado Español.

El socialista vasco Indalecio Prieto se opuso a este estatuto al considerar que hacía de las tres provincias vascas «Un Gibraltar del Vaticano en los Pirineos». También Manuel Azaña, entonces a cargo del Gobierno central, rechazó de plano este estatuto.
El PNV defendió entonces como mal menor una concepción federalista en una república que se planteaba un nuevo modelo de Estado y, una vez descartada ésta posibilidad por el gobierno republicano, se inclinó por impulsar por lo menos el autonomismo.
Tras intentar infructuosamente la incorporación a dicho proyecto de Navarra, el PNV elaboró un nuevo estatuto que fue aprobado en 1932 sólo en Vizcaya, Guipúzcoa y Álava por 411.756 votos a favor, 14.196 en contra y 357 en blanco. Sin embargo, las elecciones de 1933 supusieron un cambio de gobierno en España hacia la derecha, que era contraria al estatuto y frenó su tramitación. No fue hasta las elecciones de 1936, en las que se impuso el izquierdista Frente Popular, que se retomó la tramitación y, ya iniciada la Guerra Civil, finalmente su aprobación. 

## La Guerra Civil en el País Vasco (1936–1937)
En 1936, el PNV no se decantó por ninguno de los dos bandos hasta pocos días antes de la sublevación. El partido poseía una mayor afinidad ideológica con los sublevados. De hecho la derecha no nacionalista no se había presentado a las elecciones en el País Vasco y, habida cuenta de que la jerarquía eclesiástica había declarado al PNV como partido católico, los partidos de derechas propiciaron conscientemente la victoria nacionalista proponiendo la abstención (CT, URG), e incluso el voto nacionalista (DVA). Las conversaciones mantenidas con los partidos de derechas en el mes de abril no prosperaron debido a la oposición de la CEDA al estatuto vasco. Aunque figuras influyentes como Luis Arana defendían declararse neutrales en una "guerra entre españoles", el comité ejecutivo del PNV (Bizkai Buru Batzar) se alineó con las fuerzas republicanas frente al alzamiento, publicando el 19 de julio de 1936, día siguiente a la sublevación un comunicado publicado en el diario afín Euzkadi: «Ante los acontecimientos que se desarrollan en el Estado Español, y que tan directa y dolorosa repercusión pudiera alcanzar sobre Euskadi y sus destinos, el Partido Nacionalista declara -salvando todo aquello a que le obliga su ideología que hoy ratifica solemnemente- que planteada la lucha entre la ciudadanía y el fascismo, entre la República y la Monarquía, sus principios le llevan indeclinablemente a caer del bando de la ciudadanía y la República, en consonancia con el régimen que fue privativo con nuestro pueblo en sus siglos de libertad».
José Luis de la Granja considera que la actitud del PNV de Guipúzcoa y Vizcaya se caracterizó, en los primeros momentos por «su rechazo del golpe militar del 18 de julio y, en consecuencia, su apoyo al régimen republicano, pero sin demasiado entusiasmo político y con una cierta pasividad militar, patente en la campaña de Guipúzcoa. Más que hacer la guerra, el PNV se preocupa de velar por el orden público (en especial, la integridad de las iglesias y la vida de los presos, lo que consigue en buena medida en Vizcaya, pero no en Guipúzcoa».
En Navarra y en Álava, por el contrario, bastantes militantes del PNV apoyaron la sublevación, que triunfó rápidamente en ambas provincias. En Navarra se produjo una amplia represión política que incluyó a unos pocos electos nacionalistas (el 0,8% de todos los fusilados en la provincia; véase Víctimas de la Guerra Civil en Navarra) mientras que varios cuadros del PNV navarro se enrolaron en requetés carlistas para luchar en el frente. En las rotativas pamplonicas donde se editaba el periódico nacionalista La Voz de Navarra pasó a imprimirse el periódico editado por los sublevados, Arriba España. El presidente de la organización navarra del PNV y director de dicho periódico, José Agerre, fue encarcelado.
En Estella, tras el alzamiento fue fusilado su alcalde del PNV, Fortunato Aguirre, que había participado activamente en el proyecto de estatuto vasco-navarro y además poco antes del alzamiento había alertado de los preparativos que se llevaban a cabo para la gestación del golpe, siendo sus advertencias desoídas. En esa ciudad el 25 de septiembre de 1936, el comandante militar Ricardo Sanz de Iturria promulgó el bando siguiente contra el nacionalismo vasco:

Hago saber: salvo honrosísimas excepciones en que elementos nacionalistas se han alistado voluntariamente, en general el Partido Nacionalista ha observado con indiferencia ante los gravísimos momentos por los que atraviesa España; (...) Estella está minado por el separatismo, fomentado e importado por ciertos hijos de la misma que todos conocen, por lo que no hace falta mencionarlos. Por ellos se ha vertido en Guipúzcoa y en otras parte mucha sangre española, de la cual no poca sangre estellesa. Por lo que hago saber lo siguiente: En el plazo de cuarenta y ocho horas, a partir de la publicación de este Bando, todos los elementos nacionalistas entregarán en la Comandancia Militar todos los objetos o prendas (incluso de vestir) de carácter separatista, los libros, los periódicos, mapas y retratos, de aquel que se llamó Sabino Arana, así como bustos o figuras de éste y otros cabecillas separatistas. Asimismo se entregarán por quien los posea los libros y objetos de toda índole de la finada escuela vasca; la documentación, objetos, insignias y fondos de las sociedades nacionalistas y, en una palabra, todo lo perteneciente a esas sociedades o con ellas relacionadas.En ciertas regiones de las provincias vascongadas y en nuestra querida Navarra se usan el chistu y los correspondientes instrumentos para sus bailes. En las Vascongadas muy bien que sigan con sus patriarcales costumbres; en Estella eso es planta exótica desconocida e importada por los que todos sabemos. Se acabó el "gora euzkadi", estamos en tiempos de VIVA ESPAÑA, por consiguiente, quien los posea entregará todos esos instrumentos en el mismo plazo. Asimismo, se prohíbe la palabra "Agur", importada por los separatistas en el lugar del "Adiós", genuinamente español. (...) ¡VIVA NAVARRA! ¡VIVA ESPAÑA!.

Tras haber intentado pactar con la derecha en abril de 1936, el lehendakari Aguirre llegó a un acuerdo con Indalecio Prieto y, en plena guerra, se aprobó el 7 de octubre el Estatuto Vasco en una votación en la que sólo participaron 50 diputados por la ausencia de la derecha que apoyaba a los sublevados. Fue nombrado primer lehendakari José Antonio Aguirre, del PNV, que además tuvo otros tres consejeros. ANV participó en el Gobierno del lehendakari con el consejero de Agricultura Gonzalo Nárdiz y con el ministro sin cartera, Tomás Bilbao, sustituto de Manuel de Irujo en el Gobierno de Juan Negrín. También tuvieron consejeros el PSOE (tres), el Partido Comunista de España, Unión Republicana e Izquierda Republicana (uno cada uno).
Debido al aislamiento geográfico provocado por la guerra, el gobierno provisional vasco acuñó pesetas con permiso del gobierno republicano y mantuvo relaciones internacionales propias. El PNV formó el 8 de agosto de 1936 unas milicias propias, las Euzko Gudarostea, que no entraron en combate hasta el 14 de septiembre, tras la caída de San Sebastián. Las milicias nacionalistas, que combatían bajo la ikurriña, por Dios y por la patria vasca, constituyeron 37 de los 90 batallones del bando republicano en el País Vasco, frente a entre 37 y 44 batallones de los partidos de izquierda, que arbolaban la bandera tricolor republicana y se oponían a la religión y a la propiedad privada. El lehendakari trató durante toda la guerra de asumir el mando de todas las tropas y milicias de la República en el País Vasco, lo cual llevó a fricciones con el gobierno central y a problemas de coordinación militar con el Ejército del Norte republicano, siendo quizás la causa del fracaso de la contraofensiva sobre Vitoria en noviembre de 1936.
Con la caída de Vizcaya en 1937 y la rendición de parte de las milicias vascas en Santoña, finalizó este breve período de autonomía vasca. El dictador Francisco Franco proclamó a Vizcaya y Guipúzcoa "provincias traidoras" y les retiró los últimos restos de autonomía foral, al tiempo que los mantuvo en Álava y la Navarra. El PNV y sus dirigentes partieron al exilio, solicitando un apoyo internacional que nunca se hizo efectivo.

## La dictadura de Franco (1936–1975)
La dictadura practicó una brutal represión de los perdedores de la guerra. El Informe elaborado en 2006 por el Consejo de Europa en el que se condena el régimen franquista evidencia que en el año 1940 el número de prisioneros por cada 100.000 habitantes fue casi tan alto como su equivalente en la Alemania Nazi (1.158 y 1.614 respectivamente). Esta valoración se realizó solo tomando en cuenta las cifras proporcionadas por el gobierno franquista, consideradas subestimadas por la generalidad de los historiadores. (Véase Condenas internacionales a la dictadura de Franco)
En declaraciones al Jornal do Brazil, en enero de 1938, Franco concretó su visión del nuevo Estado en relación con su organización territorial, muy contrario a las aspiraciones nacionalistas: «España se organiza en un amplio concepto totalitario, por medio de instituciones nacionales que aseguran su totalidad, su unidad y continuidad. El carácter de cada región será respetado, pero sin perjuicio de la unidad nacional, que la queremos absoluta, con una sola lengua, el castellano, y una sola personalidad, la española». La dictadura franquista prohibió cualquier actividad política y suprimió los derechos de reunión y de asociación, además de prohibir por Decreto de 23 de junio de 1937 el Estatuto Vasco, a la vez que declaró provincias traidoras a Vizcaya y Guipúzcoa pues «se habían alzado en armas contra el Movimiento Nacional», mantenía para la "lealísima Navarra" su singularidad fiscal y administrativa, y declaraba asimismo subsistente en su integridad el régimen de conciertos en Álava, «porque ella no participó en acto alguno de rebeldía»; dicha normativa no fue parcialmente modificada hasta el Decreto Ley de 6 de junio de 1968, que declaró suprimidos los párrafos ofensivos para Guipúzcoa y Vizcaya, manteniendo el resto de su articulado, siendo finalmente derogado por el Real Decreto-Ley de 30 de octubre de 1976.
Por la Orden de 21 de mayo de 1938 y la Orden Ministerial de 16 de mayo de 1940, también se instauraron medidas para acabar con las manifestaciones culturales vascas: «...por exigencias del respeto que debemos a lo que entrañablemente es nuestro, como el idioma, precisa desarraigar vicios de lenguaje que trascendiendo del ámbito parcialmente incoercible de la vida privada, permiten en la vida pública la presencia de modas con apariencia de vasallaje o subordinación colonial. Es deber del poder público, en la medida en que ello es posible, reprimir estos usos, que contribuyen a enturbiar la conciencia española, desviándola de la pura línea nacional, introduciendo en las costumbres de nuestro pueblo elementos exóticos que importa eliminar...»
En 1938 nace la nueva Ley de Prensa, vigente hasta 1966, que instaura la censura previa y sanciona todo escrito que: «...directa o indirectamente tienda a mermar el prestigio de la Nación o del Régimen, entorpezca la labor de Gobierno en el Nuevo Estado o siembre ideas perniciosas entre los intelectualmente débiles».
Como decimos, los cuatro decenios de dictadura franquista, fuertemente castellanizante, afectaron de forma especial al País Vasco y Navarra, como a otras comunidades como Galicia, Cataluña, Comunidad Valenciana o Baleares, al reprimirse la expresión en las lenguas vernáculas. Esto alimentó el sentimiento anticentralista y antiespañolista, hasta provocar el surgimiento de movimientos terroristas posteriores.
En 1963 Federico Krutwig publica su obra "Vasconia" en la que aboga por un nacionalismo asociado a la lengua y no a la raza
En 1959, aparece "Euskadi ta Askatasuna" (ETA), que se define a sí misma como resistencia armada efectiva y organizada de carácter socialista marxista. Actualmente, hay un gran consenso internacional acerca de considerar a ETA como organización terrorista, incluyendo tanto a estados soberanos como a organizaciones no gubernamentales pro-derechos humanos.
En el periodo franquista, entre otros atentados, ETA asesina al recién nombrado Presidente de Gobierno, almirante Carrero Blanco. Era considerado como la persona capaz de dar continuidad al régimen franquista.

## La Transición (1975-1982)
Tras la muerte del dictador Francisco Franco en 1975, España inicia una senda de reformas democráticas que incluirían el reconocimiento de autonomías diferenciadas para las distintas regiones o nacionalidades.
No obstante debido a la dispersión en multitud de partidos de la izquierda nacionalista el rápido acuerdo conseguido en otras provincias se demoraría más en el País Vasco y Navarra.
Ocurrieron numerosos episodios de violencia, que condicionaron la transición política en Euskal Herria y especialmente en Navarra. Así podemos señalar varios hechos: 
- los sucesos de Vitoria de marzo de 1976.
- los sucesos de Montejurra en mayo de 1976, que fueron organizados desde los servicios secretos del Estado con la denominada Operación Reconquista.
- muertes en las calles, con especial referencia a la semana proamnistía de mayo de 1977.
- y a los sanfermines de 1978, episodio este último que, como los demás, nunca fueron juzgados.
- La persistencia en las acciones armadas de ETA también marcaron toda la transición. Finalizada la dictadura, algunos miembros de ETA decidieron abandonar la organización e integrarse en la actividad política. Sin embargo, ETA continuó con su actividad, exigiendo sus objetivos políticos por medios violentos. Dichos objetivos podrían resumirse en: conseguir la independencia de Euskal Herria en un Estado unido, independiente, "euskaldún" (monolingüe en la lengua vasca) y socialista.

### La Unión Autonomista de Navarra y el Frente Autonómico (1977)
En Navarra, los partidos nacionalistas Partido Nacionalista Vasco (EAJ-PNV), Acción Nacionalista Vasca (EAE-ANV) y Partido Socialista Vasco (ESB-PSV) se unieron en la Unión Autonomista de Navarra (UAN) que fue una coalición electoral que se presentó a las elecciones legislativas de 1977 para las Cortes Constituyentes españolas por la circunscripción electoral de Navarra y tenían como punto programático común su apuesta por la integración de Navarra en el País Vasco.
La coalición electoral fue la quinta formación política en Navarra, quedando sin representación parlamentaria, con algo más de 18.000 votos (6,99%), por detrás de la (UCD), (PSOE), UNAI y Alianza Foral de Navarra. 
Las fuerzas agrupadas en UAN estaban a su vez integradas en el Frente Autonómico, al que también se sumaba el PSOE, que se presentó al Senado por Navarra y que obtuvo un acta de senador en la figura del histórico dirigente navarro del PNV, Manuel de Irujo.
La unión del PSOE a este conglomerado nacionalista tiene su explicación en que el PSOE venía del exilio en el que había estado muy unido al PNV y, por ello, tras el Congreso que el partido socialista celebra en San Sebastián en 1977, llega a un "compromiso autonómico" con el PNV, acuerdo que es suscrito en mayo de ese año y por el que ambos partidos acordaron presentar una candidatura conjunta al Senado en las elecciones generales de 1977, que recibió la denominación del antes citado Frente Autonómico, para impulsar tras las mismas la aprobación de una Constitución democrática y de un Estatuto común de Autonomía para Alava, Guipúzcoa, Vizcaya y Navarra.

### La izquierda abertzale (1978)
En 1978, ANV se fusiona con ESB-PSV formando Euskal Sozialista Ekintza, pero esta formación tendrá una vida fugaz y ambas organizaciones volverán a separarse tras la crisis interna de ESB y la adopción por parte de ésta de un ideario marxista.
Los malos resultados obtenidos por ANV y ESB en las circunscripciones vascas de Guipúzcoa, Vizcaya y Álava forzaron a estos partidos a buscar alianzas con otros dos pequeños partidos nacionalistas de izquierdas (HASI y LAIA), que condujeron a la formación de Herri Batasuna en 1978, de tal forma que la coalición UAN no volvió a reunirse. En las elecciones legislativas de 1979, ANV y ESB se presentaron como parte de la coalición Herri Batasuna, mientras que el PNV se presentó en solitario.
A principios de 1980, LAIA y ESB abandonan HB aduciendo el carácter preponderante que KAS había tomado en ésta marginando a los sectores partidarios de la participación de Herri Batasuna en las instituciones políticas. Según mantienen algunos historiadores ETA militar había tomado el control de la coalición, marginando a los partidos políticos que la habían creado.

### Divisiones en ETA
Ya en la asamblea de la organización ETA de agosto de 1973, el entorno de ETA se había dividido en dos bloques diferenciados: los militaristas y los obreristas. Estos últimos fundarían el "Partido Revolucionario de los Trabajadores Vascos" (PRTV).
En posteriores asambleas de la organización y a la muerte del dictador Franco, ETA se vuelve a dividir en:
- ETA político-militar, optan por el desarrollo de opciones políticas en detrimento de las militares y fundan un partido izquierdista independentista llamado Euskal Iraultzarako Alderdia (Partido para la Revolución Vasca, EIA) para presentarse a las elecciones de 1977 en la candidatura Euskadiko Ezkerra (EE), que se convirtió en partido político en 1982, tras la convergencia entre EIA y el sector mayoritario del Partido Comunista de Euskadi, de Roberto Lertxundi. EE se fusionará posteriormente en el Partido Socialista de Euskadi (PSE), dando lugar al actual PSE-EE. Dentro de este sector se encontrarían políticos como Mario Onaindia (EE). Por otra parte, la dirección de EIA promovió la disolución de ETA político-militar en 1982, cuyos activistas pudieron reinsertarse en la sociedad, gracias al acuerdo alcanzado con el Ministerio del Interior.[30]

- ETA militar, partidarios de la lucha armada, proveniente del frente militar, a los que se unió el sector mayoritario de los llamados comandos "bereziak" de ETA-pm. Este bloque contará con el apoyo de la coalición Herri Batasuna (Unidad Popular) que llegará a ser incluso la tercera fuerza del País Vasco y Navarra. Según mantienen algunos historiadores, ETA militar tomó el control de Herri Batasuna en 1979-1980 y la utilizó como su brazo político.[29]

### La Constitución española de 1978
El texto de la Constitución de 1978 es aprobado en el Congreso en octubre de 1978 por 325 votos a favor, 6 en contra (un diputado de EE y 5 diputados de AP) y 14 abstenciones (entre las que figuran las del PNV) y también es aprobado en el Senado por 226 votos a favor, 5 en contra y 8 abstenciones.
Pero era necesario un referéndum para la ratificación del citado texto que se celebró el 6 de diciembre de 1978 y, en total, en la Euskal Herria peninsular, fue aprobado por el 69% de los votantes, que equivale a un 31% del censo. Los votos en contra fueron el 24% de los votantes (el 11% del censo). La abstención fue del 55%.
El PNV (y el resto de partidos nacionalistas vascos) fueron formalmente excluidos de las negociaciones del texto constitucional, por lo que el PNV apoyó la abstención en dicha consulta. Contra la constitución solicitaban el voto los partidarios de la derecha españolista (Alianza Foral de Navarra) y los de la extrema izquierda nacionalista.
La constitución incluía una todavía polémica disposición transitoria cuarta por la que, pese a estar prohibida la unión o federación de comunidades autónomas, Navarra puede incorporarse a la CAV, si así lo decide en referéndum. Algunos autores señalan esa disposición como una concesión de la UCD al PNV.

### Estatuto de Autonomía
El nuevo estatuto de autonomía fue aprobado por el 90% de los votantes, que equivale a un 53% del censo. Los votos en contra fueron el 5% de los votantes (el 3% del censo). La abstención fue del 41%.
El nivel de autonomía del País Vasco es el más alto de toda la Unión Europea junto con Bélgica en cuanto a regiones nacionales dentro de un Estado se refiere. No obstante, para los nacionalistas vascos, el actual estatuto no colma sus aspiraciones dado que no consideran que el País Vasco o Euskadi sea una región, sino una nación, y reclaman el derecho de autodeterminación sobre la continuidad o independencia de España. Además, la mayor autonomía de que disfruta, muchas veces es más teórica que real puesto que, tras más de veinte años de desarrollo estatutario y de gobierno nacionalista, todavía faltan más de 40 transferencias para completar el referido Estatuto y, pese a tener transferidas numerosas competencias del Gobierno Central, la normativa que las regula es estatal y el Gobierno Vasco se limita solo a ejecutar lo dispuesto por la Administración del Estado.

### El "Amejoramiento del Fuero" en Navarra (1982)
En Navarra la vía de acceso a la autonomía siguió un camino distinto y en este caso el nacionalismo vasco no protagonizó las negociaciones como en el caso de Euskadi.
Así, la primera Diputación Foral de Navarra democrática quedó constituida tras unas elecciones celebradas el 3 de abril de 1979 cuyos resultados (4 diputados de UCD -Pamplona ciudad, Estella, Tudela y Olite-, 1 del PSOE -Tudela-, 1 de HB -Pamplona merindad- y 1 de las Agrupaciones Electorales de Merindad-Amaiur -Sangüesa-) determinaron que solo 2 de los 7 diputados de los que se componía la corporación foral fueran nacionalistas, mientras que la mayoría de la corporación quedaba en manos de los sectores navarristas opuestos a la integración de Navarra en Euskadi, en tanto que la posición del Partido Socialista de Navarra (que en 1979 era una rama de la federación vasca del PSOE y no una federación independiente) fue cambiando en el tiempo modificándose desde el apoyo inicial a la incorporación de Navarra a la CAV y, más concretamente, el derecho de los navarros a decidir su incorporación, lo que consideraba salvaguardado con la mencionada disposición transitoria cuarta de la Constitución española de 1978.
Al mismo tiempo que la elección para la diputación, se celebró la elección para elegir al Parlamento Foral en la que el censo de electores fue de 365.080 navarros, la participación el 70,76% y las abstenciones el 29,24%. La distribución de escaños y votos fue la siguiente: UCD 20 escaños (68.040 votos), PSOE 15 (48.289), UPN 13 (40.764), HB 9 (28.244), Agrupaciones Electorales de Merindad (Amaiur) 7 (17.282), Nacionalistas Vascos 3 (12.845), Partido Carlista 1 (12.165), Unión Navarra de Izquierdas-UNAI 1 (7.419) y Agrupación Electoral Independientes Forales Navarros-IFN 1 (3.729). Otros partidos y agrupaciones electorales que no lograron representación parlamentaria recogieron en su conjunto otros 15.100 votos.
Ya en diciembre de 1979, la Comisión de Régimen Foral del Parlamento de Navarra rechazó una moción presentada por Euskadiko Ezkerra (EE) que proponía la incorporación de Navarra a la CAV.
Esta primera diputación democrática sería la encargada de negociar bilateralmente con el Estado el acceso navarro a las competencias autonómicas, para lo que se escogió la vía de la actualización del régimen foral propio contemplado en la disposición adicional primera de la Constitución, siendo resultado de estas negociaciones el llamado Amejoramiento del Fuero que aprobado finalmente por el Parlamento Foral salido de las elecciones y por las Cortes Generales pasaría a constituir la norma fundamental básica del derecho público navarro al modo que lo son los estatutos de autonomía en las otras comunidades autónomas españolas.
Al igual que todos los estatutos de autonomía de las comunidades autónomas españolas que no accedieron a la autonomía por la vía del artículo 151 de la Constitución, el Amejoramiento del Fuero no precisó de celebración de referéndum para su entrada en vigencia, aunque el nacionalismo vasco reclamó infructuosamente el sometimiento del texto a plebiscito.

## El desarrollo autonómico (1980–1998)

### Los primeros gobiernos nacionalistas
El PNV lidera el Gobierno Vasco desde 1980, unas veces en solitario, otras en coalición con el PSE, Eusko Alkartasuna (EA), partido surgido de una escisión del propio PNV o Izquierda Unida (IU). Apoyando también mediante pactos presupuestarios y de investidura los gobiernos centrales populares y socialistas.
En las elecciones generales el PNV es la fuerza mayoritaria y obtiene el 26.9% de los votos. En las elecciones vascas de abril se constata el fuerte crecimiento del PNV, la irrupción del "nacionalismo radical" representado por Herri Batasuna, la pérdida de una importante cuota electoral del PSOE y los escasos resultados de la UCD. Carlos Garaikoetxea (PNV) ocupa el cargo de la presidencia del Consejo General Vasco.
Celebradas las primeras elecciones autonómicas en 1980, dieron lugar a la elección de lehendakari en la persona de Carlos Garaikoetxea (1980–1985). El PNV consigue el 38,8% de los votos válidos emitidos, seguido de Herri Batasuna, con el 16,5%, y del PSOE, 14,2%. Desde entonces el PNV gobierna la comunidad autónoma del País Vasco; en solitario en el periodo (1980–1986) y a través de diversos pactos desde entonces.
El 29 de diciembre de 1980 se reinstaura el modelo tributario del Concierto económico y empiezan la transferencia de competencias del Gobierno Central al Gobierno Vasco.
En 1981 una serie de sucesos amenazan seriamente la autonomía vasca el fallido golpe de Estado del 23 de febrero y la consiguiente promulgación de la LOAPA (Ley Orgánica para la Armonización del Proceso Autonómico) que reconduce el desarrollo de las autonomías.
En 1982 el PSOE de Felipe González alcanza la presidencia del Gobierno español permaneciendo hasta 1996, aunque en el País Vasco continúa la hegemonía nacionalista moderada y radical, arrebatando el PSOE el voto a UCD, Alianza Popular (AP) y el Partido Comunista de Euskadi (PCE).
Pese a la resistencia socialista a la realización de transferencias el PNV, impulsa el desarrollo del autogobierno vasco y crea su propio servicio de Salud (Osakidetza) aprueba el Estatuto de las ikastolas, comienza a emitir su propia radio y televisión (EITB), que inició sus emisiones el 27 de diciembre de 1982, y desarrolla su propia policía autonómica (Ertzaintza).
En las elecciones autonómicas celebradas en febrero de 1984 resultó vencedor el PNV que obtuvo sus mejores resultados electorales hasta la fecha, 42 % de los votos emitidos, seguido del PSOE con el 23 %, Herri Batasuna con el 14,6 % y EE el 8 %. La progresión socialista fue notable así como paupérrimo el empuje electoral mostrado por la derecha españolista, 9,3 %. Resultados que tendencialmente reproducen los obtenidos en las elecciones forales y locales de mayo de 1983.
En torno a 1985, en plena crisis política del PNV, la economía vasca se situaba en unas coordenadas entre las que sobresalían la altísima tasa de paro, un crecimiento económico ralentizado, el impacto de la introducción de las nuevas tecnologías, el fin de la anterior ola de crecimiento expansivo, y la apertura a la competencia internacional.

### Crisis económica y tensión social
Los años ochenta fueron una época muy delicada en el País Vasco y por diversas circunstancias se creó un caldo de cultivo propicio para la continuación de la violencia terrorista.
- La crisis económica desestructuró la sociedad vasca y generó altos niveles de desempleo y pérdida de poder adquisitivo de la población agravada por el incremento de natalidad. Se calcula que en toda España se perdieron más de doce millones de empleos.
- La marginalidad aumentó especialmente en los suburbios de las zonas industriales y con ella el consumo de drogas de gran mortalidad como la heroína.
- La transición política, debido en parte a la dispersión política de la izquierda nacionalista vasca, se ralentizó en comparación con otras zonas.
- Las campañas de mayor virulencia terrorista de ETA fueron contestadas mediante la creación de un plan de incremento de la presión policial, denominado Zona Especial Norte (ZEN), y por medio del impulso de actividades de terrorismo gubernamental, que se vieron incrementadas tras el inicio de los GAL al acceder el PSOE al gobierno en 1982.

### La guerra sucia
Si bien ya antes existían ciertas técnicas de antiterrorismo ilegal, durante la década de los 80 el gobierno socialista se vio implicado en la guerra sucia practicada por los GAL, que cometió atentados y secuestros que fueron perpetrados en su mayoría por mercenarios franceses contratados por policías españoles, financiados con fondos reservados, y organizados desde el propio Ministerio del Interior, a través de responsables de la lucha antiterrorista del País Vasco.
En julio de 1983, el Servicio de Inteligencia Español CESID elabora la llamada "acta fundacional" de los GAL en la que se examinaba la posibilidad de llevar a cabo acciones de "guerra sucia" en el sur de Francia ante la falta de colaboración en la lucha antiterrorista y se afirma su viabilidad y conveniencia. Según la propia sentencia del caso Lasa-Zabala, en este documento «se habla de las diversas posibilidades de intervención española en el sur de Francia, incluso señalando como más aconsejable el procedimiento consistente en la desaparición por secuestro (nota de despacho de 6 de julio de 1983)».
El escándalo fue destapado por el Diario El Mundo y condujo muchos años después a solo dos sentencias condenatorias, de los 27 asesinatos que se atribuyen al GAL, siendo los condenados posteriormente indultados.
Por el secuestro en 1983 de Segundo Marey, un vendedor de mobiliario de oficinas al que confundieron con Mikel Lujúa, por entonces dirigente de ETA, el Tribunal Supremo condenó en julio de 1998 a penas de cárcel a José Barrionuevo, Ministro de Interior, a Rafael Vera, Secretario de Estado para la Seguridad, a Ricardo García Damborenea, secretario general del PSOE en Vizcaya, a Francisco Álvarez Sánchez, Jefe de la Lucha Antiterrorista, a Miguel Planchuelo, Jefe de la Brigada de Información de Bilbao, a José Amedo, subcomisario de la policía, a Julián Sancristóbal, gobernador civil de Vizcaya, y a Michel Domínguez, agente de la Policía Nacional. En septiembre de 1998 ingresaron en la cárcel por secuestro y malversación de caudales públicos y tres meses después, Vera y Barrionuevo, condenados a diez años de prisión, fueron excarcelados gracias a un indulto parcial del Gobierno del PP.
Otra sentencia condenó por el secuestro, tortura y asesinato de José Antonio Lasa y José Ignacio Zabala, cuyos cadáveres aparecieron enterrados en una fosa bajo 100 kilos de cal viva. Dicha sentencia refleja la situación que se vivía por aquel entonces: «al tener conocimiento de que en el Ministerio de Interior se iba abriendo camino la idea de aceptar la realización de acciones violentas contra miembros de E.T.A. refugiados en el Sur de Francia, como una vía para acabar con la actividad terrorista de ese grupo, entonces tremendamente cruenta, decidieron que ellos debían intervenir, tratando de lograr la detención en Francia y el traslado a España de aquellos miembros de E.T.A. que consiguiesen localizar, a fin de obtener información, aunque luego fuese preciso hacerlos desaparecer para evitar que los hechos fuesen descubiertos, valiéndose de algunos de los Guardias Civiles destinados en el servicio de información de esa Comandancia...; En el año 1984, ante la frecuencia con que los miembros de las fuerzas de seguridad del Estado, especialmente en el País Vasco, se enfrentaban con denuncias por sus actuaciones profesionales...; Este acusado ha recordado como el 18 de octubre de 1983 fueron detenidos tres miembros de los G.E.O en Francia, cuando trataban de apoderarse de un miembro de E.T.A.,... desde el propio Ministerio de Interior se reconoció oficialmente haber enviado a los tres miembros de los G.E.O....; Es cierto que en el mes de enero se desarrollaron en Tolosa varias operaciones policiales contra E.T.A., que afectaron a personas del entorno de Lasa y Zabala... Tampoco cabe estimar que la muerte de Mikel Goikoetxea, «Chapela», se debiese a información con ese origen,...».
En 2000, el exgeneral de la Guardia Civil, Enrique Rodríguez Galindo, fue condenado por el Tribunal Supremo a 75 años de cárcel. También se condenó por este caso al ex gobernador civil de Guipúzcoa, José Julián Elgorriaga, y a los ex mandos de la Guardia Civil, Ángel Vaquero, Enrique Dorado y Felipe Bayo, como autores, cada uno de ellos, de dos delitos de detención ilegal y dos delitos de asesinato. Rodríguez Galindo estuvo solo tres años en prisión y cumplió el resto de la condena en su casa debido a una supuesta enfermedad cardiaca.
Ricardo García Damborenea, entonces Secretario general del PSOE en Vizcaya que había mantenido duras polémicas con Xabier Arzalluz. terminó admitiendo los hechos, afirmando que no se arrepiente de lo que hizo, declarando que dentro del contexto en que se inició la misma, la suya era la única forma de respuesta posible. Fueron muy polémicas sus afirmaciones de que Felipe González, entonces presidente de gobierno, había estado en todo momento al corriente de los hechos. Su colaboración con la justicia, hizo que saliera de la cárcel, incluso antes que el citado Rodríguez Galindo o el propio exministro José Barrionuevo. Posteriormente, apareció en un mitin electoral en la plaza de toros de Zaragoza junto a José María Aznar, entonces candidato a la presidencia de España por el Partido Popular, lo que le hizo acreedor de serias críticas en sectores de la izquierda.
El PSOE siempre ha negado toda responsabilidad respecto a los GAL, ha condenado verbalmente sus crímenes y su entonces presidente, Felipe González, nunca ha sido judicialmente acusado por estos hechos. González refirió: «Yo creo que no se puede decir que fuera terrorismo de Estado. Lo veo ahora con la perspectiva histórica. Si el aparato del Estado hubiera decidido eliminarlos, puede provocar otros problemas, pero termina por eliminarlos» (Documental La pelota vasca). «Dejémonos de historias, porque incidentes como los que ha habido en España los ha habido en todos los países en los que una actividad terrorista ha golpeado a la democracia» (El País, 27/09/96).
Durante los años de "guerra sucia" además de los atentados y secuestros se vivió una tensión sin precedentes en el País Vasco y Navarra y el entorno de ETA se vio impulsado, junto con la crisis derivada de la reconversión industrial, el paro..., por lo que consideraban una evidencia, entonces siempre negada por las autoridades, de que el gobierno socialista estaba detrás de los incidentes, para estos sectores ETA pasaba a ser una víctima y sus atentados una respuesta a las acciones del Gobierno.
Asociaciones cívicas como "Gesto por la Paz" iniciaron concentraciones tras cada asesinato, fuera reivindicado por ETA o por los GAL.

### Rock radical vasco
En esta época surge un movimiento musical etiquetado como Rock Radical Vasco (RRV) y el Movimiento de Liberación Nacional Vasco (MLNV) acoge sin reparos a los grupos del RRV más afines con sus posturas (Kortatu, Hertzainak, Barricada...), organizando festivales (Egin rock, Martxa ta borroka); de este modo la izquierda radical disfruta de una forma de relación y de comunicación con la desencantada juventud vasca. Si bien no todos los grupos musicales del RRV aceptaron ese "tutelaje", rebelándose abiertamente algunos de ellos, como Eskorbuto, que continuaron con su particular ideología "anti-sistema" bajo la influencia del punk que había inspirado a gran parte del RRV. Aunque algunos autores minimizan la relación del MLNV con el RRV, aludiendo a que estos grupos eran mucho más "hedonistas" que políticos y que el movimiento era mucho más heterogéneo, las bases de la izquierda abertzale se sumaron al movimiento "anti" y a partir de entonces reivindicaron con mayor fuerza valores como el feminismo, la ecología, el pacifismo antimilitarista y la objeción de conciencia.

### La escisión de Eusko Alkartasuna
En 1986 tiene lugar la mayor escisión en la historia del PNV y el lehendakari de origen navarro, Carlos Garaikoetxea, funda en septiembre un nuevo partido, Eusko Alkartasuna.
Las razones de la separación en bloque de los jeltzales, según algunos, además del enfrentamiento personal entre Xabier Arzalluz y Garaikoetxea y otras cuestiones de lucha de poder interno, fue la polémica surgida por una diferente concepción del reparto de poder entre las instituciones comunes de la autonomía vasca (Gobierno y Parlamento) y las forales (Juntas Generales y Diputaciones) que configuró la nueva "Ley de Territorios Históricos" y, más concretamente, según otros autores, las razones hay que buscarlas en la negativa de los peneuvistas navarros y en menor medida guipuzcoanos, a apoyar un gobierno de la derecha en Navarra, recibiendo a cambio ciertas contraprestaciones políticas en otros territorios. El PNV se derrumbó en Navarra y sus electos pasaron a formar parte del nuevo partido, obteniendo el PNV en las siguientes elecciones de 1987 solo el 0,98% de los votos en Navarra, frente al 7,1% de los votos de EA en ese territorio.
En las autonómicas anteriores a la escisión de EA, el PNV logró la adhesión del 28,47% del censo electoral en Euskadi, pero en las siguientes autonómicas de 1986, el PNV obtuvo el 16,34% del censo y EA, el 10,91%; en 1998 el PNV alcanzaría el 19,23% y EA descendería al 5,96%.
En las elecciones forales vascas de 1987, EA obtuvo 35 junteros en las tres provincias del País Vasco, frente a los 32 de PSE-EE (PSOE), HB o PNV. Recibió el voto de 190.136 electores (un 17'79%) y fue la primera fuerza en Guipúzcoa, con 16 junteros, y Álava, con 12. En Vizcaya, cuna del partido matriz, no tuvo tanta fuerza y fue la cuarta fuerza política con 7 junteros. Obtuvo asimismo 442 concejales en las elecciones municipales del mismo año, con un voto de 193.197 electores (18'05%) y gobernó tanto las alcaldías de Vitoria y San Sebastián, como la Diputación Foral de Guipúzcoa.
En 1988 el PNV alcanzaría el 19,23% y EA descendería al 5,96% por lo que el PNV pudo coaligarse con su propia escisión para las elecciones de 1989.

### Los pactos entre partidos
El PNV sería uno de los impulsores del Pacto de Madrid del 5 de noviembre de 1987 suscrito por el PSOE, AP, CDS, CIU, PNV, PDP, PL, PCE y EE por el que se solicitaba al Gobierno Vasco que asumiera «el liderazgo en la desaparición de la violencia y el terrorismo, y en la consecución definitiva de la paz»; dichos partidos se pronunciaban a favor de la derogación de la ley 
antiterrorista.
Asumiendo ese liderazgo el PNV promovió otro pacto de gran importancia que sería el llamado Pacto de Ajuria Enea firmado el 12 de enero de 1988 por AP, CDS, EE, PNV, PSOE y por José Antonio Ardanza como lehendakari del Gobierno vasco; el acuerdo se decidía a impulsar en su integridad el Estatuto de Gernika, intensificar las relaciones del País Vasco con Navarra, instaba a ETA a renunciar a la vía armada y a HB a reanudar su actividad parlamentaria legitimándola como opción política, respaldaba las políticas de reinserción de los "arrepentidos", los procesos de diálogo si existiera una intención seria por parte de ETA de abandonar las armas, apoyaba también la derogación de la Ley Antiterrorista y reiteraba el apoyo a las víctimas del terrorismo.

### El Plan Ardanza
Desde la escisión, de 1986 a 1998, José Antonio Ardanza fue elegido lehendakari, con un perfil claramente autonomista, en un gobierno de coalición entre el Partido Nacionalista Vasco y el Partido Socialista de Euskadi.
En ninguno de los anteriores pactos que propugnaban el diálogo se había contado con ETA o su entorno, el MNLV, por lo que las opciones reales de pacificación se encontraban muy reducidas; así por lo menos lo consideraba el entonces lehendakari, José Antonio Ardanza, que en marzo de 1988, interpretando los acuerdos anteriormente mencionados, presentó a la Mesa de Ajuria Enea el llamado "Plan Ardanza", un documento que proponía un diálogo "sin condiciones previas y sin límites de resultados" y exclusivamente entre partidos previa ausencia de violencia de ETA y teniendo constancia inequívoca de que ETA quisiera abandonar la violencia. El documento fue apoyado por todos los partidos miembros de la Mesa, excepto PP y PSOE que no aceptaban modificaciones constitucionales. El plan, considerado el testamento político de Ardanza que se retiraba de la política, fue muy criticado en su día siendo alabado posteriormente por su moderación y consistía en una reflexión sobre la situación de ETA y HB en ese momento, consideraba que las vía policial no había conseguido ningún resultado y la vía política no funcionaba si se aislaba a HB, por ello, proponía una forma de solucionar el "conflicto":
- Dejar la resolución dialogada del conflicto en manos de los partidos representativos de la sociedad vasca.
- Hacer propios los acuerdos que aquellos puedan alcanzar en las instituciones vascas.
- Incorporar los acuerdos al ordenamiento jurídico con el fin de que puedan resultar operativos.

El plan fue presentado ante los miembros de la Mesa de Ajuria pero no obtuvo el respaldo del resto de partidos.
Muy pronto surgieron las divergencias entre los firmantes de Ajuria Enea y se redactó otro documento el 7 de octubre de 1988, que no fue firmado ni por el PNV, ni por EA, conocido como "Pacto de Navarra", en el que se contenían las ideas del de Ajuria Enea, pero se enfatizaba especialmente en la condena de las actividades terroristas y el desprecio que generaban en la sociedad.

### El Órgano Común Vasco-Navarro (1995)
Un objetivo del nacionalismo vasco ha sido siempre la reunificación de los territorios que hoy día se encuentran divididos entre España y Francia, siendo Vizcaya, Navarra, Guipúzcoa y Álava esos "territorios históricos". 
La propia constitución española, pese a que prohíbe la unión o federación de comunidades autónomas, hace una excepción en su disposición transitoria cuarta, y regula un procedimiento para el caso de que Navarra decida unirse al País Vasco, aunque nunca se ha propuesto formalmente ejercer dicho derecho. Los dirigentes políticos PP y UPN han solicitado repetidamente la derogación de dicha disposición.
Durante el tripartito PSN-CDN-EA de 1995 se puso en marcha el Órgano Común Permanente entre ambas regiones, pero no llegó a formalizarse tras la dimisión del presidente navarro por escándalo de corrupción.

### La primera legislatura de Aznar (1996)
El gobierno del PSOE no pudo resistir los numerosos escándalos de corrupción (Caso Roldán, Caso Filesa...), así como que se destapara guerra sucia de los GAL; y las elecciones generales de 1996 dieron como resultado la victoria por mayoría simple del PP, que le obligaba a llegar a acuerdos con los partidos nacionalistas de PNV y CIU.
El PNV apoyó la investidura como presidente del PP José María Aznar consiguiendo una mejora el concierto económico y la matización de la política antiterrorista de los populares. Como resultado, las Haciendas de los territorios históricos de la CAV consiguieron una capacidad normativa y recaudatoria prácticamente plena sobre todos los impuestos, salvo el IVA. Además fruto de este acuerdo de investidura se aprobó, en la sesión del día 26 de noviembre de 1998, del Pleno del Congreso de Diputados por 184 votos a favor, 133 en contra y 4 abstenciones, el articulado definitivo de la Ley 43/1998, de 15 de diciembre, de restitución o compensación a los partidos políticos de bienes y derechos incautados en aplicación de la "normativa sobre responsabilidades políticas" del periodo 1936-1939.
La V Legislatura fue la última presidida por José Antonio Ardanza, ya que decidió dejar la primera línea política y no presentarse a la reelección. Gracias a su éxito con negociador en la renovación del Concierto Económico vasco y al apoyo de Xabier Arzalluz, máximo dirigente del PNV como presidente del Euzkadi Buru Batzar, la Asamblea Nacional del PNV designó a Juan José Ibarretxe como candidato a Lehendakari en las elecciones autonómicas del 25 de octubre de 1998, siguiendo la tradición del PNV en el que la presidencia del partido y la máxima representación institucional están separadas.

### El Pacto de Estella (1998)
En 1998 tuvo lugar el Pacto de Estella (Lizarrako Akordioa), en el que el frente nacionalista se consagró con la firma del acuerdo firmado el 12 de septiembre de 1998 por PNV, EA, HB, IU, EKA, Batzarre, siete sindicatos y nueve organizaciones sociales y promulgaba el diálogo y la negociación política como única solución al "conflicto", invocando como referente el Acuerdo de Viernes Santo ("Acuerdo de Stormont") en Irlanda del Norte en abril de 1998.
Según Manuel Vázquez Montalbán los firmantes de Estella estaban "Convencidos de la parálisis política que afectaba al PP y al PSOE en el tratamiento del problema vasco y de que el PP dependía de las ayudas del PNV en el Parlamento español, los firmantes de Lizarra forzaron la tuerca del soberanismo y plantearon con toda claridad el objetivo de la autodeterminación y de una negociación política con ETA”.
La firma de este pacto impulsó la tregua de ETA de 1998 y los posteriores fallidos contactos del Gobierno del Partido Popular presidido por José María Aznar con la organización terrorista. Sin embargo, el 21 de enero de 2000 ETA volvió a asesinar. No hubo condena por parte de Herri Batasuna, lo cual produjo la extinción de la colaboración propiciada por el Pacto de Estella.
Las elecciones autonómicas de 1998 se celebraron poco después de que ETA declarase una tregua «total e indefinida» (18 de septiembre de 1998), paralelamente a la firma, seis días antes, del Pacto de Estella, acordado por diversas organizaciones políticas y sociales del País Vasco, Navarra y el País Vasco francés, entre los que se encontraban todos los partidos y sindicatos nacionalistas vascos y también Ezker Batua-Berdeak, referente de Izquierda Unida (IU) en el País Vasco.
La participación en las elecciones fue muy alta y se acercó hasta el 70% y el PNV ganó con el 27,28% de los votos emitidos, perdiendo uno de los 22 escaños que tenía. Aumentó sus votos pero al aumentar también la participación descendió un porcentaje de dos puntos. Pero esas elecciones constituyeron un éxito electoral para los dos polos opuestos PP y Euskal Herritarrok (EH), que era la plataforma electoral constituida el 25 de octubre de 1998 por Herri Batasuna y otras organizaciones de la izquierda vasca. EH obtuvo 14 escaños.
Poco después el presidente Aznar anunciaba los citados contactos con ETA.

## Desarrollos recientes

### La ilegalización de la izquierda abertzale
Tras la reanudación de los actos terroristas, la izquierda nacionalista que apoya a ETA retrocede nuevamente a su franja de votos habitual, mientras un nuevo partido se escinde de Batasuna surgiendo Aralar, que condena la violencia etarra y el Tribunal Supremo comienza una serie de procesos contra varias organizaciones relacionadas con el entramado terrorista, por pertenencia o colaboración con ETA. Se cierran dos periódicos (Egin y Egunkaria que era el único periódico editado en euskera), - en el caso de este último la fiscalía misma ha pedido el archivo del caso y, en cuanto a "Egin", sigue sin haber sentencia judicial nueve años después,- y un buen número de otras empresas procesadas todas ellas, supuestamente por apoyar económicamente a la banda terrorista y cuyos juicios continúan. Se ilegaliza Batasuna, probado según el Tribunal Supremo que la creación de este partido político fue "un hecho instrumental por parte de la organización terrorista ETA", sin haberse condenado a sus dirigentes por dicho motivo por lo que hoy día pueden realizar, y realizan, actos políticos y dar ruedas de prensa a título individual.

### El Plan Ibarretxe (2002)
En cumplimiento de su programa electoral, el Gobierno Vasco propuso una reforma del estatuto de autonomía del País Vasco, con el nombre de Estatuto Político de la Comunidad de Euskadi, más conocido por el nombre de su promotor.
El Plan Ibarretxe, con una propuesta soberanista basada en la «libre asociación» entre el País Vasco y España, la soberanía compartida y el derecho de autodeterminación, se presentaba como una tercera vía entre las posturas denominadas constitucionalistas del PP y el PSE-EE (PSOE) y el independentismo de EH y ETA. La propuesta se definía como una «propuesta de pacto político que se materializa en un nuevo modelo de relación con el Estado español, basado en la libre asociación y compatible con las posibilidades de desarrollo de un estado compuesto, plurinacional y asimétrico», la cual desbordaba el marco constitucional tal como existía en ese momento, al plantear la creación de un nuevo marco jurídico en él la práctica totalidad de las competencias estarían en manos de las instituciones del País Vasco, dejando al Estado español unas funciones meramente residuales. Las principales fuerzas políticas españolas consideraron que el plan violaba tanto en los procedimientos, como en los contenidos, el marco de la Constitución Española. Para poder entrar en vigor, la propuesta, al ser una reforma de un estatuto de autonomía, debía ser aprobada por mayoría absoluta en el Parlamento Vasco y posteriormente ser admitida a trámite en el Congreso de los Diputados español, para luego ser tramitado en el propio Congreso y en el Senado mediante ley orgánica. 
Ibarretxe también declaró que, en caso de que la propuesta fuese paralizada en las Cortes españolas, convocaría un referéndum en el País Vasco para que los vascos pudieran decidir su futuro.
Como respuesta, el 28 de noviembre de 2004, el gobierno de José María Aznar aprobó añadir al Código Penal un artículo por el que se consideraba un delito castigado con penas de entre tres a cinco años de prisión y entre seis a diez años de inhabilitación absoluta el que un cargo público convocase elecciones o referendos sin la autorización de las Cortes. La reforma fue tramitada rápidamente y aprobada como una enmienda del Partido Popular a la Ley Orgánica de Arbitraje, con los únicos votos a favor del PP. El resto del grupos parlamentarios del Congreso de los Diputados hizo un plante y se abstuvo de votar. La reforma entró en vigor el 23 de diciembre.
Tanto PSOE como PP criticaron duramente la propuesta del lehendakari por considerarla excesivamente nacionalista. El Plan Ibarretxe pasó el primer trámite, siendo aprobado por mayoría absoluta (39 votos de 75) en el Parlamento Vasco el 30 de diciembre de 2004. (gobierno tripartito PNV-EA-IU (36 escaños) y 3 de los 6 parlamentarios de Sozialista Abertzaleak (SA), los herederos de la ilegalizada Batasuna (los otros tres parlamentarios abertzales votaron en contra, el séptimo, Josu Urrutikoetxea, se hallaba huido de la justicia)
Pero el plan fue rechazado en el Congreso de los Diputados por la mayoría PP-PSOE-IU y devuelto a Vitoria. A día de hoy no hay indicios de movimiento para la redacción de un nuevo estatuto.
El rechazo del Congreso de Diputados llevó al Lehendakari Ibarretxe a convocar elecciones para el 17 de abril de 2005, con la intención de que se tratase de un voto plebiscitario en relación con la propuesta.

### El Gobierno del PSOE (2004)
El PSOE se impuso en las elecciones celebradas el 14 de marzo de 2004, pocos días después de los atentados de Al Qaida en Madrid y el líder socialista, José Luis Rodríguez Zapatero, asumió la presidencia del Gobierno, manifestando tener un nuevo "talante". Mariano Rajoy, sustituto de José María Aznar en la dirección del PP encabezó una dura oposición, que resultó inicialmente poco fructífera, habida cuenta de que el resto de partidos se posicionó contra sus iniciativas políticas, especialmente en materia antiterrorista.
Así, frente al diálogo con ETA promulgado por todo el arco parlamentario, los populares y sus asociaciones afines (Foro de Ermua, AVT,...) organizaron numerosas manifestaciones contra el Gobierno, especialmente ante la proximidad de las elecciones de mayo de 2007, aludiendo a que ETA estaba detrás de los atentados del 11-M y, posteriormente, contra las conversaciones del Gobierno con ETA, consiguiendo con este mensaje recortar distancias con el PSOE.

### La Constitución europea (2005)
El texto de la Constitución Europea (CE) fue ratificado en referéndum pero País Vasco y Navarra fueron las regiones donde el 'No' tuvo un mayor respaldo, al conseguir un 33,66% y un 29,22% respectivamente.
El País Vasco fue la comunidad autónoma que registró un mayor porcentaje de rechazos a la Constitución Europea (33,66%), a pesar de que PNV, PSOE y PP pedían el 'Sí'. Guipúzcoa fue la provincia que encabezó el 'No' con un 40,77%, seguida de Vizcaya, con el 30,79 % y Álava, con el 29,56%. Además, el 62,61% de apoyos al texto europeo fue inferior al 69,12% que registró en 1978 la Constitución Española. En la localidad guipuzcoana de Oreja, el 91,84% de los votantes se opuso al tratado.
La segunda comunidad con mayor rechazo a la Constitución Europea fue Navarra con un 29,22% de papeletas por el 'No', casi 12 puntos más que la media nacional. La aprobación del tratado en Navarra en este referéndum era apoyada por UPN, PSN, CDN y PNV, mientras que IUN-NEB, Aralar y EA defendían el rechazo al texto.

### La tregua de ETA de 2006
La VII Legislatura vasca ha estado marcada, sin embargo, por el proceso de negociación entre el Gobierno español y ETA para conseguir el fin de la violencia y la disolución de la organización terrorista. El PNV ha adoptado un perfil discreto de apoyo al Gobierno español, en el que el protagonismo ha recaído fundamentalmente en el presidente del Euzkadi Buru Batzar, Josu Jon Imaz y no en el Lehendakari Ibarretxe.
Tras la declaración de tregua por parte de ETA, Juan José Ibarretxe pidió la derogación de la Ley de Partidos, al tiempo que llevó a cabo una rueda de contactos con todos los partidos vascos (incluyendo a la ilegalizada Batasuna, con cuyos representantes Arnaldo Otegi, Juan José Petrikorena y Pernando Barrena se reunió el 19 de abril en el Palacio de Ajuria Enea, sede del Gobierno Vasco). Por ello, el Foro de Ermua presentó una querella y el Tribunal Superior de Justicia del País Vasco le imputó un presunto delito de desobediencia al reunirse con la ilegalizada Batasuna.

### Las elecciones de mayo de 2007
En el País Vasco se rompió la alianza electoral entre PNV y EA, ya que EA, tras un complicado proceso interno decidió concurrir en solitario a los comicios.
Por el contrario, la mayoría de los partidos nacionalistas presentes en Navarra (PNV, EA y Aralar) se unieron con sectores independientes y con el partido Batzarre (de izquierda federalista) en una coalición denominada Nafarroa Bai, que defendía el derecho de los navarros a decidir su futuro. Dicho partido se presentó por primera vez en el mapa político navarro en las elecciones generales de 2004 y se configuró como la tercera fuerza política navarra consiguiendo 60.645 votos y una diputada en el Congreso, Uxue Barkos.
La llamada izquierda abertzale, con la excepción de EHAK-PCTV en el País Vasco, se encontraba ilegalizada judicialmente e intentó concurrir a los comicios bajo las siglas ASB, pero tras ser ilegalizada esta formación, se presentaron bajo las siglas del histórico partido Acción Nacionalista Vasca (ANV), cuyas listas fueron parcialmente ilegalizadas, pudiendo presentarse en muchos ayuntamientos, pero impidiendo su participación en las elecciones al parlamento foral navarro.
En Navarra el gobierno de UPN, representantes tradicionales del navarrismo españolista, había llevado a cabo una política de tendencia anti-vasquista durante toda la legislatura, oponiéndose frontalmente al truncado proceso de paz iniciado por los socialistas. Por ese motivo, las elecciones navarras municipales y forales del 27 de mayo de 2007 fueron objeto de atento seguimiento por parte de los medios de comunicación españoles, dado que desde el PP se señalaba que Navarra había sido parte de las cesiones del gobierno socialista a ETA. 
En este ambiente de crispación y expectación, dado que las encuestas preelectorales arrojaban resultados diversos, UPN consiguió su récord de votos, rozando la mayoría absoluta, copando el Gobierno de Navarra y el Ayuntamiento de Pamplona gracias al apoyo del PSN, que adoptó esta decisión obligado por la dirección central del PSOE. Nafarroa Bai ascendió a la segunda posición obteniendo ayuntamientos importantes y basando su voto en Pamplona y comarca, gracias entre otros motivos, a la popularidad de Uxue Barkos y CDN e IU ven muy reducido su espacio electoral en favor del voto útil.
ANV obtuvo casi 95.000 votos en las candidaturas que no fueron impugnadas (73.000 en el País Vasco y 22.000 en Navarra) consiguiendo 337 concejales en el País Vasco y 100 en Navarra. ANV pudo presentar listas a las Juntas Generales de Álava y Vizcaya, no así en Guipúzcoa, consiguiendo en total 28.128 votos. De ellos, 13.113 en Álava, lo que se tradujo en 4 junteros, y 15.015 en Vizcaya, con un juntero, ya que solo pudo presentarse en las Encartaciones. En Guipúzcoa el voto nulo fue del 21,6%, y ANV reivindicó 12 junteros. En el Parlamento de Navarra, los votos nulos fueron 18.285, por lo que la formación reivindicó 2 diputados.